# Greg Brenman
Greg Brenman est un producteur de télévision et de cinéma britannique.

## Biographie
En janvier 2013, Greg Brenman, avec ses collègues Roanna Benn et Jude Liknaitzky, fonde une société de production « Drama Republic » à Londres,. Leur première production est la mini-série de thriller politique en huit épisodes The Honourable Woman de Hugo Blick, diffusée sur BBC Two au Royaume-Uni et sur SundanceTV aux États-Unis en 2014.
En décembre 2019, on apprend que Greg Brenman est producteur délégué de la série Les Irréguliers de Baker Street (The Irreguliars, 2021) aux côtés de Jude Liknaitzky et Tom Bidwell, le créateur de la série.

## Filmographie

### Longs métrages
- 2000 : Billy Elliot de Stephen Daldry
- 2001 : The Martins de Tony Grounds
- 2008 : White Girl de Hettie Macdonald
- 2009 : Mes garçons sont de retour (The Boys Are Back) de Scott Hicks

### Téléfilms
- 1993 : A Stand Up Life de Peter Lydon (documentaire)
- 1995 : Queen of the East de Mark Lindsay Chapman
- 1997 : Jane Eyre de Robert Young
- 1997 : Deacon Brodie de Philip Saville
- 2000 : My Fragile Heart de Gavin Millar
- 2001 : Murphy's Law de John Strickland
- 2002 : Murder de Beeban Kidron
- 2002 : Le Chien des Baskerville (The Hound of the Baskervilles) de David Attwood
- 2004 : Omagh de Pete Travis
- 2004 : La Revanche de Sherlock Holmes (Sherlock Holmes and the Case of the Silk Stocking) de Simon Cellan Jones
- 2005 : The League of Gentlemen's Apocalypse de Steve Bendelack
- 2006 : Aftersun de Peter Lydon
- 2006 : Aftersun d'Adrian Shergold
- 2007 : Recovery de Tony Marchant
- 2007 : Coming Down the Mountain de Mark Haddon
- 2008 : Summerhill de Jon East
- 2010 : Blood and Oil de David Attwood
- 2015 : Un inspecteur vous demande (An Inspector Calls) de Aisling Walsh
- 2017 : King Charles III de Rupert Goold

### Séries télévisées
- 1988 : Gems (39 épisodes)
- 1989 : All Change (saison 1, épisode 5 : The Bosom of the Family)
- 1994 : Funky Black Shorts (3 épisodes)
- 1999 : Births, Marriages and Deaths
- 1999-2001 : Shockers (3 épisodes)
- 2000-2002 : Playing the Field (31 épisodes)
- 2000-2005 : Fat Friends (25 épisodes)
- 2002 : Rescue Me
- 2002 : Bodily Harm
- 2003-2007 : La Loi de Murphy (Murphy's Law) (13 épisodes)
- 2004 : Family Business (6 épisodes)
- 2006 : Comedy Lab (saison 8, épisode 2 : Bad Crowd)
- 2006 : Vital Signs (4 épisodes)
- 2006-2007 : Robin des Bois (Robin Hood) (24 épisodes)
- 2007-2011 : Journal intime d'une call girl (Secret Diary of a Call Girl) (32 épisodes)
- 2009 : Mister Eleven (mini-série, 2 épisodes)
- 2010 : The Deep : Aux frontières des abysses (The Deep) (mini-série, 5 épisodes)
- 2010-2011 : Me and My Monsters (26 épisodes)
- 2012 : Prisoners' Wives (6 épisodes)
- 2012-2013 : Ripper Street (8 épisodes)
- 2013 : Journal d'une ado hors norme (My Mad Fat Diary) (6 épisodes)
- 2013 : Peaky Blinders (6 épisodes)
- 2014 : The Honourable Woman (8 épisodes)
- 2015-2017 : Doctor Foster (10 épisodes)
- 2018 : Black Earth Rising (8 épisodes)
- 2020 : Us (4 épisodes)

Prochainement
- 2021 : Les Irréguliers de Baker Street (The Irregulars) (8 épisodes)
- The English (6 épisodes)[3]